# Cariri do Tocantins
Cariri do Tocantins – miasto i gmina w Brazylii, w stanie Tocantins. Znajduje się w mezoregionie Ocidental do Tocantins i mikroregionie Gurupi, 255 km od stolicy stanu Palmas.